# Oboga
Oboga là một xã thuộc hạt Olt, România. Dân số thời điểm năm 2002 là 3692 người.